# Tilmann Beckers
Tilmann Beckers (* 25. Juni 1887 in Homberg; † 3. November 1957) war ein deutscher Politiker (CDU). Er war 1946 Oberbürgermeister der Stadt Bochum.

## Leben
Beckers engagierte sich für die Evangelische Kirche und war vor 1933 Vorsitzender des Bochumer CVJM. Während der Zeit der Weimarer Republik war er als Mitglied des CSVD Stadtverordneter.
Nach dem Zweiten Weltkrieg betätigte sich Beckers erneut in der Politik. Der Direktor der BoGeStra trat in die CDU ein.
Er war einer von 48 Stadtvertretern, die von der britischen Militärregierung im Januar 1946 ernannt wurden. Die Stadtvertretung wählte ihn dann am 1. März zum Oberbürgermeister. Damit wurde er Nachfolger des bisherigen Oberbürgermeisters Franz Geyer, der als Oberstadtdirektor die Verwaltungsgeschäfte weiter führen will. Die Militärregierung akzeptierte weder das Wahlergebnis noch Geyer als Oberstadtdirektor. Der Sozialdemokraten Willi Geldmacher wurde im gleichen Zug am 8. März zum Oberbürgermeister ernannt.
Nach der ersten Kommunalwahl war Beckers vom 17. Oktober 1948 bis zu seinem Mandatsverzicht am 6. Oktober 1950 Ratsmitglied der Stadt Bochum.